# 2951 Perepadin
2951 Perepadin (1977 RB8) là một tiểu hành tinh vành đai chính được phát hiện ngày 13 tháng 9 năm 1977 bởi N. Chernykh ở Nauchnyj.